# Villa Späthe

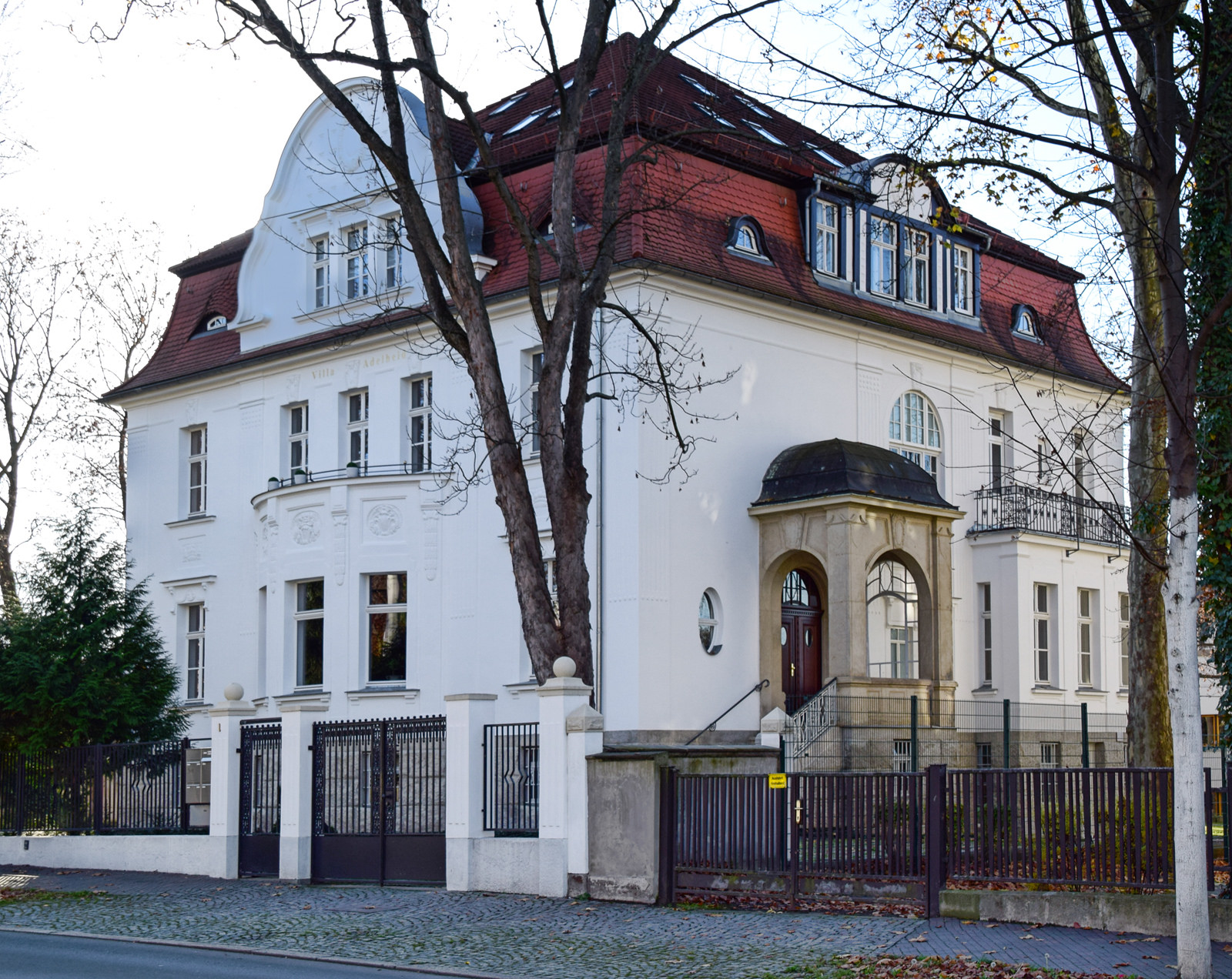
Villa Adelheid, Gesamtansicht Berliner Straße

Die Villa Späthe, heute Villa Adelheid, gehört zu dem Ensemble denkmalgeschützter Villen, die das Stadtbild von Gera prägen. Erbaut wurde sie im Jahr 1910 auf dem Grundstück Berliner Straße 1 (zur Bauzeit Kaiser-Wilhelm-Straße 1) und wird flankiert von der Villa Meyer und der Villa Schellig-Lubold.

## Geschichte
Die Villa wurde nach Entwurf des Architekten Carl Zaenker für den Geraer Unternehmer Paul Späthe erbaut. Dessen Großvater, der Hoflieferant Wilhelm Spaethe sen., gründete in Gera ein Unternehmen, das sich zunächst dem Harmonikabau widmete, später auch Flügel und Klaviere herstellte und internationale Erfolge mit der Produktion von Bandoneons hatte. Das Unternehmen wurde nach dem Tod des Gründers am 22. September 1878 zunächst von dessen Sohn Otto weitergeführt, später leitete es der Enkel Paul.
Der Architekt Carl Zaenker war zu dieser Zeit in Gera sehr bekannt, er ist der Entwurfsurheber zahlreicher heute ebenfalls unter Denkmalschutz stehender Villen in Gera, unter anderem der Villa Maurer, Villa Ramminger, Villa Jäger, Villa Rothe und Villa Meyer.
Nach dem Tod von Paul Späthe erbte seine mit dem Werkzeugfabrikanten Perthel verheiratete Tochter Erna die Villa. Sie trennte im Jahr 1933 die Beletage von den übrigen Räumen ab und baute 1938 die Villa in ein Mietshaus mit drei Etagenwohnungen um. Für den Umbau verantwortlich war der Architekt M. W. Schmidt.
Der große Villengarten, der bis zur Zabelstraße reichte, wurde in der DDR-Zeit abgetrennt und ist heute mit einem Kindergarten und einem weiteren Haus bebaut.
Die Villa wurde 1974 und 1993 instand gesetzt. Sie wurde in dieser Zeit vom Amt für Statistik genutzt, nach der Wiedervereinigung diente sie als Sitz einer Steuerberaterkanzlei.
In der Zeit von Ende 2011 bis Mitte 2014 wurde die Villa von ihren jetzigen Eigentümern aufwändig saniert und restauriert. Die gesamte Fassade wurde erneuert, inklusive der Stuckelemente, die anhand des noch vorhandenen Originalstucks neu abgeformt wurden. Im Inneren des Gebäudes wurde die von Erna Späthe vorgenommene Aufteilung in eine Wohnung pro gesamte Etage wiederhergestellt. Die Originalfußböden aus Parkett bzw. Pitch Pine-Dielen, die Paul Späthe 1910 aus den USA importierte, wurden freigelegt und restauriert. Die noch mit dem originalen Bleiverglasungen versehenen Schiebe- und Flügeltüren wurden aus ihrer Rigips-Verkleidung befreit und denkmalgerecht wiederhergestellt, ebenso die Holzpaneele und Stuckverzierungen an den Decken in der Beletage und im ersten Obergeschoss. Der Brunnen im Wintergarten wurde aktiviert, die Metallgeländer an Balkonen und Freitreppen wurden nach Originalplänen rekonstruiert, das gesamte Treppenhaus, inklusive der Treppen aus Holz, renoviert und die Außenflächen neu angelegt.
Die Villa trägt heute den Namen der Stadtgründerin Adelheid, an die ursprünglich die Adelheidstraße (jetzt Clara Zetkin-Straße) und der Adelheidplatz (jetzt Johannisplatz) erinnerten. Adelheid wurde das Land Gera mit allem Rechten am 26. April 999 von ihrem Bruder Kaiser Otto III. zur Verfügung gestellt.

## Architektur
Die Villa steht auf einer quadratischen Grundfläche mit einer Seitenlänge von jeweils ca. 15 m. Der Baukörper ist nahezu kubisch, klar proportioniert und gegliedert, und schließt mit einem ausgebauten Mansardwalmdach ab.
Der Baukörper ragt aus einem hohen, mit Granit verblendeten Sockelgeschoss empor und besteht aus vier repräsentativen Stuckfassaden. Die rechteckigen Fenster werden von Stuckornamenten eingerahmt, die teilweise geschossübergreifend ausgestaltet sind.

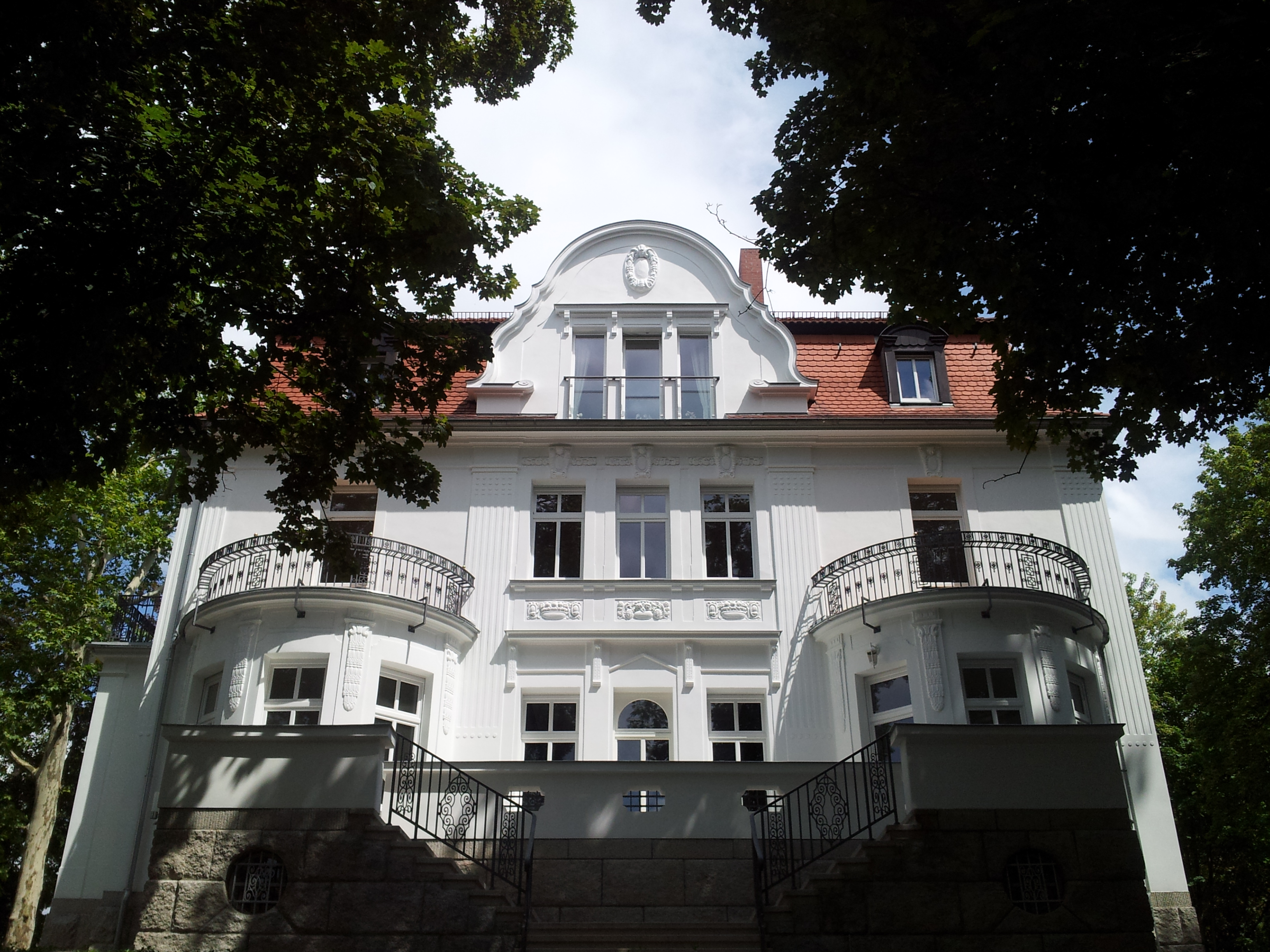
Villa Adelheid, Westseite

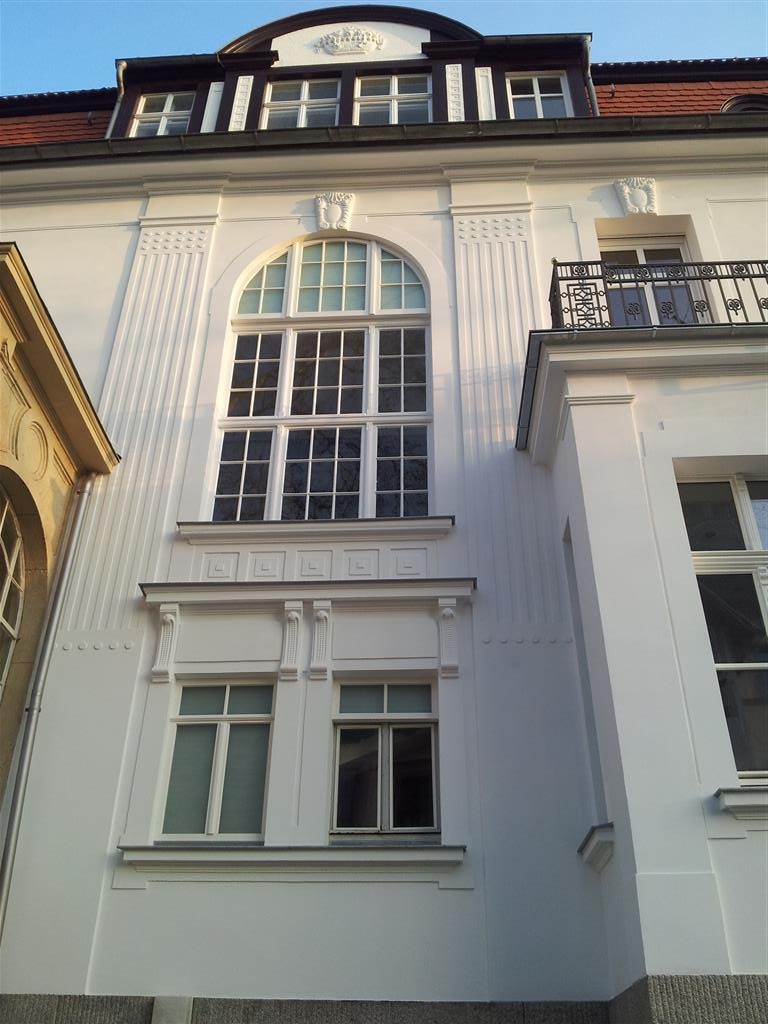
Villa Adelheid, Rundbogenfenster Nordseite

An der Nordseite befindet sich der Haupteingang, der von einem offenen Vorbau aus Sandstein geschützt wird und über eine einläufige Freitreppe zu erreichen ist. Der Windfang ist mit Rundbogenfenstern verziert. Dahinter ist ein weiteres großes Rundbogenfenster zu sehen, das die ganze Gebäudehöhe einnimmt und das dahinter liegende Treppenhaus belichtet. Zur Westseite hin ragt ein Erker hervor, der für das erste Obergeschoss als Balkon dient. Die Westfassade bot ursprünglich Zugang zu dem weitläufigen Villengarten. Sie besteht daher aus zwei Altanvorbauten mit einer davor liegenden halbkreisförmigen Terrasse, die ihrerseits in eine Freitreppe zum Garten mündet. Die Südfassade ist durch einen dreiachsigen Mittelrisalit mit Erker gegliedert. Die straßenseitige Ostfassade wird durch einen dreiachsigen Altanvorbau charakterisiert, über den ein Giebelfeld hervorragt.
Die historistische, neubarocke Villa weist auch vereinzelt Jugendstilelemente auf, z. B. Ornamente auf den Schiebetüren in der Beletage und im Stuck der Innenräume. In der Beletage zieht sich das Wohnzimmer über die gesamte Länge des Hauses und bietet freien Durchblick von der Garten- bis zur Straßenseite. Der Raum ist holzgetäfelt, teilweise ist auch die Decke mit Holzpaneelen verziert. Speisezimmer, Gästezimmer, Küche und Wintergarten sind ebenfalls holzvertäfelt. In Wintergarten befindet sich ein Springbrunnen. Die Wandpaneele und Türen sind mit Intarsien verziert.

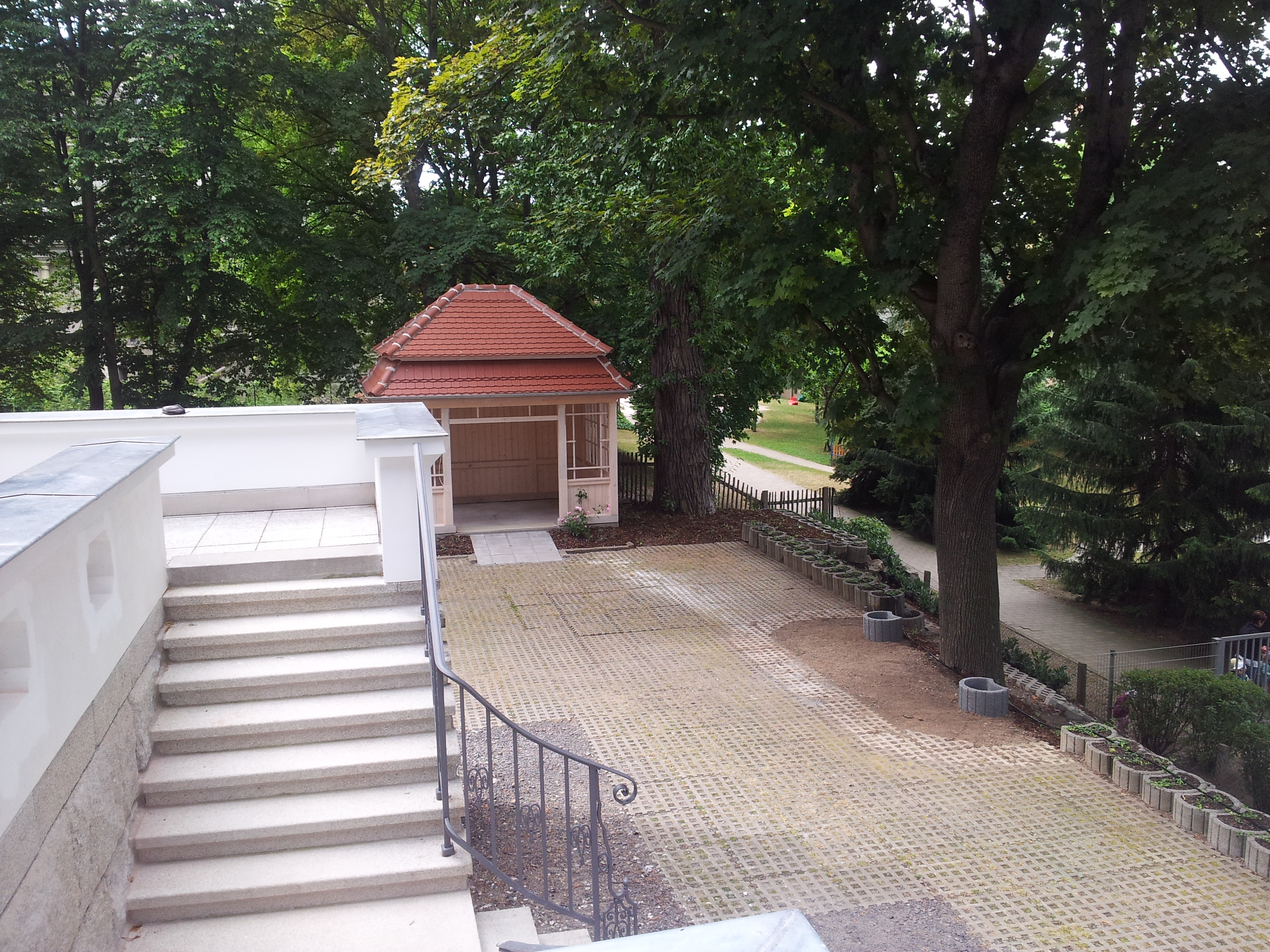
Villa Adelheid, Pavillon

Der anfangs in der Südostecke des Grundstücks aufgestellte Gartenpavillon wurde bei einer der zahlreichen Grundstücksumgestaltungen an die südwestliche Ecke verlegt. Er wurde im Zuge der Restaurierung der Villa 2013 vollständig, und soweit möglich unter Verwendung der Original-Holzteile, wiederaufgebaut und so positioniert, dass er wieder einen Kontrapunkt zur Villa bildet.